# Pablo Matéo
Pablo Matéo (Évry, 1 de febrero de 2001) es un deportista francés que compite en atletismo, especialista en las carreras de velocidad.
Ganó una medalla de bronce en los Relevos Mundiales 2024 y una medalla de plata en el Campeonato Europeo de Atletismo de 2022, ambas en la prueba de 4 × 100 m.

## Palmarés internacional
| Relevos Mundiales  | Relevos Mundiales | Relevos Mundiales | Relevos Mundiales |
| Año                | Lugar             | Medalla           | Prueba            |
| ------------------ | ----------------- | ----------------- | ----------------- |
| 2024               | Nasáu (Bahamas)   | Medalla de bronce | 4 × 100 m         |
| Campeonato Europeo |                   |                   |                   |
| Año                | Lugar             | Medalla           | Prueba            |
| 2022               | Múnich (Alemania) | Medalla de plata  | 4 × 100 m         |